# Stanisław Branicki
Stanisław Branicki herbu Gryf (zm. w 1620 roku) – miecznik koronny w latach 1606-1620, starosta chęciński w latach 1602-1615, starosta lelowski w latach 1611-1620.